# Long Beach EP
Long Beach EP är en EP som är det svenska bandet Laakso första utgivna skiva. Den släpptes den 17 februari 2003, nio månader innan deras första album I Miss You I'm Pregnant.

## Låtlista
1. "Long Beach"
2. "Out of Taste"
3. "Aino"
4. "Vesi"